# Eisenbahnunfall von Assens
Die Eisenbahnunfälle von Assens waren Prellbocküberfahrten, die sich 1948 und 1960 an gleicher Stelle in Assens, Dänemark, ereigneten.

## Hintergrund
Die auf der Insel Fünen auf der Bahnstrecke Tommerup–Assens verkehrenden, im Volksmund Assens-grisen (deutsch Assens-Schwein) genannten Züge wurden oft kritisiert und spöttisch als lyntrafikkens parodi (Deutsch in etwa: eine Parodie auf die Blitzzüge) bezeichnet.
Obwohl auf der Strecke nur langsam gefahren wurde, gab es einige bemerkenswerte Unfälle. Problematisch war die vergleichsweise steile Einfahrt hinunter in den Bahnhof Assens, wo die Schienen oft schmierig waren. Deshalb musste der Triebfahrzeugführer sehr früh mit dem Bremsvorgang beginnen, denn das Gleis endete an einem Prellbock.

### Unfall vom 7. Januar 1948
Der erste bemerkenswerte Unfall ereignete sich am 7. Januar 1948, als der morgendliche Güterzug bei der Ankunft im Bahnhof Assens nicht stoppen konnte. Der Grund dafür war berichtsmäßig eine defekte Bremsanlage.
Der Zug überfuhr das Gleisende und fuhr über die Willemoesgade in das Wohnzimmer eines Hauses. Die Bewohner waren noch im Schlafzimmer, so dass dort niemand zu Schaden kam. Der Zugführer, der aus Assens stammte, wurde so schwer verletzt, dass er noch am selben Tag starb. Ein Rangierer wurde ebenfalls verletzt.

### Unfall vom 1. März 1960
Ein weiterer Unfall ereignete sich am 1. März 1960. Ein gemischter Güter- und Personenzug hatte während der Einfahrt in den Bahnhof Probleme mit den Bremsen. Der Zug wurde von der Lokomotive MT 163 geführt. Der Zug erreichte das Bahnhofsgebäude in Assens mit etwa 60 km/h und überfuhr den Prellbock am Ende des Gleises. Das Haus auf der anderen Seite der Willemoesgade wurde wie bereits 1948 erneut getroffen.
Der Triebfahrzeugführer, der vermutlich versucht hatte, abzuspringen, wurde getötet. Ein Schuljunge, der sich im Personenwagen befand, wurde ebenfalls getötet. Eine weitere Person wurde so schwer verletzt, dass sie ihren Verletzungen später erlag. Weitere vier Menschen wurden verletzt.
Der Zug bestand aus der MT 163, ihr folgte ein Güterwagen der SNCB, der Drehgestellpersonenwagen DSB CQM 3567, ein Gepäckwagen und vier Güterwagen.
Der Zustand der MT 163 nach dem Unfall war ein technischer Totalschaden, sie wurde jedoch repariert. Zum Unglückszeitpunkt war die Lok erst etwa eine Woche in Betrieb.